# Parti révolutionnaire du peuple du Turkestan oriental
Pour les articles homonymes, voir Parti révolutionnaire populaire.
Le Parti révolutionnaire du peuple du Turkestan oriental (PRPTO), en ouïghour latinisé : Shärqiy Turkistan Khälq Inqilawi Partiyisi et en chinois : 东突厥斯坦人民革命党, était une organisation séparatiste et communiste ouïghoure fondée au Xinjiang, en Chine, en 1968 pendant la révolution culturelle initiée par Mao Zedong. L'organisation s'appliqua à déclencher une seconde Révolution des Trois Districts afin de créer une République du Turkestan oriental indépendante au Xinjiang. Dans une publication interne de la république populaire de Chine des années 1990, l'organisation était décrite comme la « conspiration séparatiste contre-révolutionnaire » la plus sérieuse depuis 1949.

## Histoire et organisation
Le PRPTO opéra au Xinjiang, ou Turkestan oriental, pendant au moins deux années à partir de février 1968 ou peut-être même avant. Selon l'historien chinois Zhang Yuxi, l'organisation fut créée secrètement en 1963. Avant d'être démembrée par la police et l'armée chinoises, le Parti possédait un quartier général avec des ramifications dans chaque préfecture du Xinjiang, et fit imprimer environ 50 documents distincts. Formé essentiellement de combattants ouïghours (mais aussi de Kazakhs), il se livra à des actes de guérilla (sabotages, escarmouches avec la police et l’armée chinoise). 
Selon d'anciens combattants établis à l'étranger, cités par le chercheur Rémi Castets, le Parti aurait compté plus de 60 000 membres et 178 branches souterraines au Xinjiang, chiffres difficilement vérifiables. Le chercheur chinois Zhang Yuxi estime qu'au début de l'année 1969, le PRPTO avait réussi à établir 78 branches clandestines au Xinjiang.
Il semblerait que le groupe ait cherché à établir une république indépendante laïque, communiste et pro-soviétique. L'URSS proposa son aide au Parti après sa création mais les anciens combattants du PRPTO, partis en exil, affirmèrent que les Soviétiques ne remplirent jamais leur engagement. Après une insurrection manquée en 1969, le PRPTO s'affaiblit progressivement par l’arrestation de ses militants les plus actifs et la plupart des cadres rejoignirent l'étranger. Il est dissous en 1989.